# Чемпіонат НДР з хокею 1977—1978
Чемпіонат НДР з хокею 1978 — чемпіонат НДР, чемпіоном став клуб СК «Динамо» (Берлін) 6-й титул.

## Таблиця
| М  | Команда               | І  | Пер | Н | Пор | Ш     | О  |
| -- | --------------------- | -- | --- | - | --- | ----- | -- |
| 1. | СК «Динамо» (Берлін)  | 10 | 7   | 3 | 0   | 47:30 | 17 |
| 2. | «Динамо» (Вайсвассер) | 10 | 0   | 3 | 7   | 30:47 | 3  |

Скорочення: М = підсумкове місце, І = ігри, Пер = перемоги, Н = нічиї, Пор = поразки, Ш = закинуті та пропущені шайби, О = набрані очки

## Матчі
- СК «Динамо» (Берлін) — «Динамо» (Вайсвассер) 6:5
- СК «Динамо» (Берлін) — «Динамо» (Вайсвассер) 6:4
- СК «Динамо» (Берлін) — «Динамо» (Вайсвассер) 7:3
- СК «Динамо» (Берлін) — «Динамо» (Вайсвассер) 6:2
- СК «Динамо» (Берлін) — «Динамо» (Вайсвассер) 0:0
- СК «Динамо» (Берлін) — «Динамо» (Вайсвассер) 5:4
- СК «Динамо» (Берлін) — «Динамо» (Вайсвассер) 4:2
- СК «Динамо» (Берлін) — «Динамо» (Вайсвассер) 3:3
- СК «Динамо» (Берлін) — «Динамо» (Вайсвассер) 4:4
- СК «Динамо» (Берлін) — «Динамо» (Вайсвассер) 6:3